# Basauri (métro de Bilbao)
Pour les articles homonymes, voir Basauri (homonymie).
Basauri est une station terminus de la ligne 2 du métro de Bilbao. Elle est située sur la commune de Basauri dans la province de Biscaye de la communauté autonome du Pays Basque, en Espagne.

## Situation sur le réseau
Établie en souterrain, la station Basauri terminus sud-est de la ligne 2 du métro de Bilbao, est située avant la station  Ariz, en direction du terminus nord-ouest Kabiezes.

Plan du métro de Bilbao.

## Histoire
La station Basauri est mise en service le 11 novembre 2011, lors de l'ouverture à l'exploitation du prolongement de la ligne depuis Ariz.

## Services aux voyageurs

### Accès et accueil
Elle dispose d'un unique accès situé sur la rue de Guipuzcoa, équipé d'ascenseurs.

### Desserte
Basauri est desservie par des rames de la ligne 2 du métro.